# 仁果乡 (左贡县)
仁果乡，是中华人民共和国西藏自治区昌都市左贡县下辖的一个乡镇级行政单位。

## 行政区划
仁果乡下辖以下地区：
若巴村、沙龙村、益西村、仁果村、新德村、左科村、东坝村、坝巴村、加卡村、吞拥村、兰果村和青果村。